# Тернопільський обласний комунальний протитуберкульозний диспансер
Тернопільський обласний клінічний протитуберкульозний диспансер — лікувальний заклад у Тернопільській області.

## Історія
Перші відомості про лікарів, які професійно надавали медичну допомогу хворим на туберкульоз у Тернопільському воєводстві, відносяться до 1930-х років. Серед них найбільше відомі Богдан Свистун, Р. Фогельбаум, Р. Чубатий, О. Дретлєр.

## Структурні підрозділи
- Обласне диспансерне відділення
- Міське диспансерне відділення
- Рентгенологічне відділення
- Приймальне відділення
- 1 фтизіо-терапевтичне відділення
- 2 фтизіо-терапевтичне відділення
- 3 фтизіо-терапевтичне відділення
- Відділення диференціальної діагностики та малих форм туберкульозу
- Фтизіо-хірургічне відділення
- Бухгалтерія
- Організаційно-методичний відділ

## Кафедра пропедевтики внутрішньої медицини та фтизіатрії ТДМУ
На базі лікарні розташована кафедра пропедевтики внутрішньої медицини та фтизіатрії Тернопільського державного медичного університету.

## Персонал

### Головні лікарі
- Євген Бліхар — ?
- Василь Князевич — листопад 2000 — 2002
- Вадим Рудик — нині

### Лікарі

#### Працювали
- Володимир Вовк (пом. 2016) — лікар-хірург.